# Polmos Józefów
Mazowiecka Wytwórnia Wódek i Drożdży Polmos S.A. (Polmos Józefów) – polski producent wysokoprocentowych napojów alkoholowych oraz drożdży. Spółka należy do Skarbu Państwa. Zakład produkcyjny firmy znajduje się w miejscowości Józefów.

## Historia
Mazowiecka Wytwórnia Wódek i Drożdży Polmos w Józefowie powstała w 1990 roku w związku z restrukturyzacją Państwowego Przedsiębiorstwa Przemysłu Spirytusowego Polmos. Majątek założycielski stanowiła destylarnia wódek gatunkowych w Józefowie. Samodzielną działalność firma rozpoczęła w 1991 roku. 
W 1994 roku Polmos Józefów otrzymał licencję na produkcję wódki marki Smirnoff stając się jej dostawcą na rynek polski. W związku z wdrożeniem tej marki w 1998 roku dokonana została modernizacja zakładu w Józefowie.
W 2006 roku firma była plasowana na trzecim miejscu wśród najbardziej dochodowych producentów alkoholi wysokoprocentowych w Polsce. W 2008 roku spadła jednak na najniższe miejsce. 
W 2008 roku podjęta została próba ratowania przedsiębiorstwa. Wszczęto procedurę prywatyzacji spółki. W kolejnych przetargach nie zgłosił się jednak żaden kupiec. W 2011 roku firma został postawiona w stan upadłości likwidacyjnej.

## Produkcja
Polmos Józefów specjalizował się w produkcji wysokogatunkowych wódek, spirytusu oraz drożdży. Jego sztandarowym produktem była wytrawna wódka Kasztelańska – starka, która dojrzewała w drewnianych beczkach 25 lat. Ponadto firma produkowała takie marki wódek własnych jak: Classic, Czerwona Kartka, Prezydent, Red Sun. 
Od 1994 roku Polmos Józefów był wytwórcą alkoholi na zlecenie dla międzynarodowych firm Diageo i Stock.